# カイヤ・アーリッカ
カイヤ・ヘレナ・アーリッカ（フィンランド語: Kaija Helena Aarikka-Ruokonen, 1929年2月3日 ソメロ - 2014年8月14日ヘルシンキ） はフィンランドのデザイナーで起業家。1954年、夫のエリッキ・ルオコネン（フィンランド語: Erkki Ruokonen）とともにブランドAarikka Oyを設立し、アートディレクターを務めた。デザインの分野はアクセサリー、おもちゃ、家庭用品のほか装飾品が対象で、木材の種類を巧みに使い分け、遊び心と強いデザイン感を織り込んだ。

## 経歴
子供時代は一家9人でソメロで過ごした。高校卒業後の進路は、エステル・ペルヒエントゥバがウェッターホフの教職を離れて 設立した織物学校に応募する（所在地はハメーンリンナ）。1951年からヘルシンキ芸術デザイン大学、通称アテネウム（ヘルシンキ）のテキスタイル専攻で勉強を続けた。研究の最終年には自分で織った布で縫い上げた天然色のドレスに付けるボタンを店頭で探したが適したものが見つからず、ルオハラティ（フィンランド語: Ruoholahti）の寄宿舎で見つけたジャカランダの木片で自作している。
卒業の年、同郷で同じアテネウムの夜学で金属細工を学んだエリッキ・ルオコネン Erkki Ruokonen と結婚し、夫の勧めで人気が出ていたアーリッカの手作りボタンを扱う会社を設立する。こうしてアーリッカの会社が始まり、ボタンやアクセサリーその他の木製の小物を中心に展開していく。会社の発展には夫君のルオコネンも重要な役割を果たした。

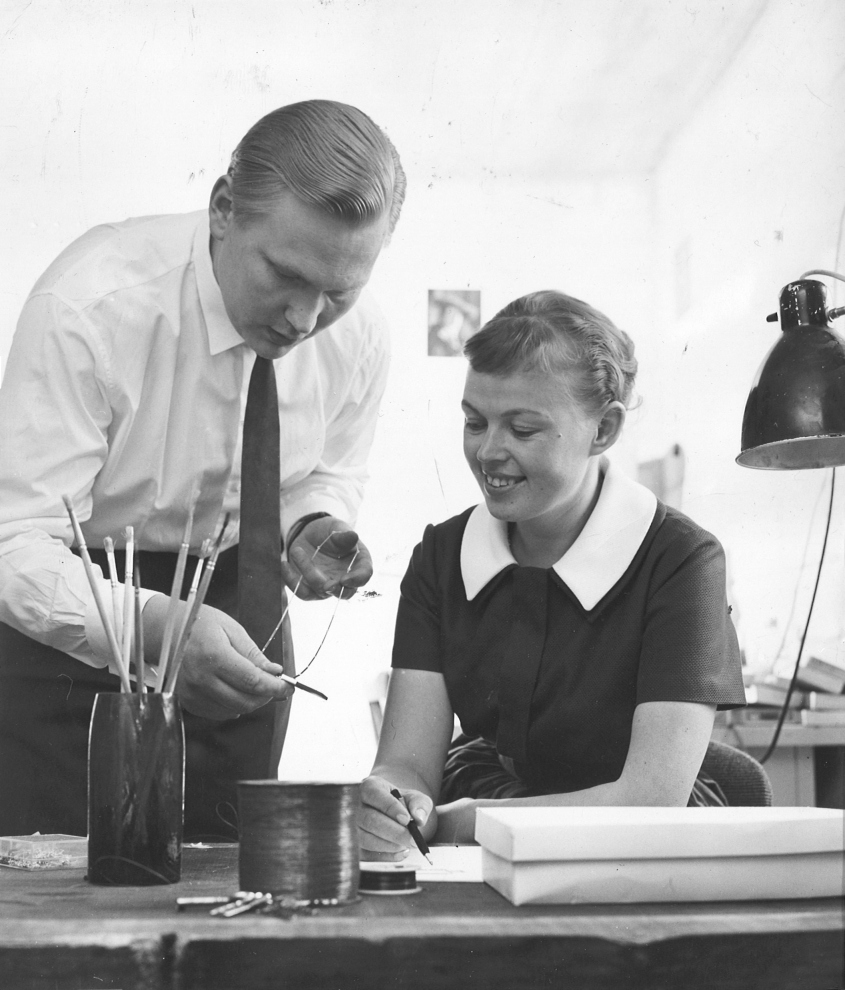
仕事場のアーリッカとルオコネン（1950年代）

カイヤ・アーリッカは自身の会社の主任デザイナーとして創作するほか、タンペラ、フンピラガラス、A・アールストロームなど、他社ともフリーランス契約を結びデザインを提供した。なかでもフンピラとの企画では Heiniä kainalossa シリーズの皿、Lappi ガラスシリーズの意匠を決めた。
1994年にPro Finlandia（フィンランド獅子勲章受勲者）に選ばれた。1999年には商事官に任命された。
アーリッカ社の主な責任はその後、娘が引き継いでいる。パウリーナ・アーリッカはデザイン主任であり、経営責任者はサリアンナ・パルタネンが務めている。

## 著作
- Kaija Aarikka; Richard Padwick; Ceolfrith Gallery. "Suomen lasi : Kaija Aarikka, Kaj Franck, Saara Hopea ... ; a Ceolfrith Gallery, Sunderland Arts Centre touring exhibition 1979". [Sunderland Arts Centre, 31st may - 14th july, 1979] = Finnish glass. OCLC 312122871. Sunderland : Ceolfrith Pr., 1979. イギリス巡回展「フィンランドのガラス」展示図録。（英語）. 1979年5月31日–7月14日開催。

## 関連文献
- Kaisa Koivisto; Marketta Kahma; et al. "Modernes Glas aus Finnland." シュレスヴィヒ : シュレスヴィヒ＝ホルシュタイン州立博物館、1989年。OCLC 717626029。（ドイツ語）。巡回展「フィンランドの現代ガラス」図録。
  - シュレスヴィヒ＝ホルシュタイン州立博物館（1989年3月19日–5月28日）。
  - バーデン州立博物館カールスルーエ（1990年4月20日–5月26日）。
  - コブレンツ州立博物館（1990年6月14日–8月19日）。
- Sievänen-Allen, Ritva; Bélinki, Karmela. "Suomalaisia vaikuttajanaisia : kohti vuotta 2000". ポルヴォー : セーデルシュトレーム、1998. ISBN 9510226076, 9789510226070, OCLC 925848513. （フィンランド語） 『フィンランドの影響力のある女性：2000年に向けて』
  - Kaija Aarikka; Terttu Arajärvi; Vivica Bandler; Kyllikki Forssell; Elina Haavio-Mannila; Elsi Hetemäki-Olander; Eila Hiltunen; Sirkka Hämäläinen; Eeva Kilpi; Leena Palotie; Anna-Maija Raittila; Elisabeth Rehn; Päivi Setälä; Helvi Sipilä; Raija Sollamo; Satu Tiivola; Märta Tikkanen; Riitta Uosukainen; Eeva-Kaarina Volanen; Marjatta Väänänen.
- Saure, Salme (2003). "Aarikka: Oman maan mansikka". Otava. ISBN 951-1-17799-0. （フィンランド語） 『アーリッカ：私の国のイチゴ』
- Junkkari, Kaija. "Suomalainen naisvoima". Helsingissä : Otava, 2001. （フィンランド語） 『フィンランドの女性の力』

Aarikka, Kaija; Ala-aho, Tiina; Andersson, Janina.